# Davide Mucelli
Luca Mazzanti (Liorna, 19 de novembre de 1986) és un ciclista italià, professional des del 2005. Actualment milita a l'equip Meridiana Kamen Team.

## Palmarès
- 2006
  - 1r al Circuit Valle del Resco
- 2009
  - 1r al Gran Premi Chianti Colline d'Elsa
  - 1r al Gran Premi de la Indústria del Cuir i de la Pell
  - 1r al Trofeu Rigoberto Lamonica
- 2010
  - 1r al Trofeu Castelnuovo Val di Cecina
  - 1r a la Coppa 29 Martiri di Figline di Prato
- 2011
  - 1r al Giro del Montalbano
  - 1r al Trofeu Tosco-Umbro
  - 1r al Giro del Valdarno
- 2013
  - 1r al Giro dels Apenins